# West-Saksisch voetbalkampioenschap 1927/28
In 1927/28 werd het zestiende voetbalkampioenschap van West-Saksen gespeeld, dat georganiseerd werd door de Midden-Duitse voetbalbond. SVgg Meerane 07 werd kampioen en plaatste zich voor de Midden-Duitse eindronde. De club verloor van FC Wacker 1910 Gera.

## Gauliga
| Plaats | Club                    | Wed. | W  | G | V  | Saldo | Ptn.  |
| ------ | ----------------------- | ---- | -- | - | -- | ----- | ----- |
| 1.     | SVgg Meerane 07         | 18   | 17 | 1 | 0  | 89:23 | 35:1  |
| 2.     | VfB 1907 Glauchau       | 18   | 13 | 3 | 2  | 56:23 | 29:7  |
| 3.     | Planitzer SC 1912       | 18   | 13 | 1 | 4  | 63:37 | 27:9  |
| 4.     | Zwickauer SC 05         | 18   | 8  | 3 | 7  | 36:44 | 19:17 |
| 5.     | VfL 1905 Zwickau        | 18   | 7  | 2 | 9  | 57:49 | 16:20 |
| 6.     | TuB 1900 Werdau         | 18   | 6  | 2 | 10 | 37:52 | 14:22 |
| 7.     | VfL 1907 Schneeberg     | 18   | 6  | 1 | 11 | 44:43 | 13:23 |
| 8.     | FC 02 Zwickau           | 18   | 5  | 3 | 10 | 30:48 | 13:23 |
| 9.     | SpVgg 1906 Crimmitschau | 18   | 4  | 1 | 13 | 39:87 | 9:27  |
| 10.    | VfL Lichtenstein        | 18   | 1  | 3 | 14 | 29:74 | 5:31  |

|  | Kampioen, geplaatst voor Midden-Duitse eindronde |
|  | Degradatie                                       |

## 1. Klasse
Onderstaande tabel is niet volledig en is de laatst bekende stand, Hartenstein promoveerde. 
| Plaats | Club                 | Wed. | W | G | V | Saldo | Ptn.  |
| ------ | -------------------- | ---- | - | - | - | ----- | ----- |
| 1.     | BC Vielau            | 12   |   |   |   | 35:12 | 22:02 |
| 2.     | SV Hartenstein       | 10   |   |   |   | 39:15 | 17:03 |
| 3.     | Fussballring Crossen | 11   |   |   |   | 23:18 | 15:07 |
| 4.     | SC Niederlungwitz    | 9    |   |   |   | 15:12 | 11:07 |
| 5.     | SC Wildenfels        | 12   |   |   |   | 18:28 | 11:13 |
| 6.     | Wacker Thurm-Mülsen  | 12   |   |   |   | 26:30 | 09:15 |
| 7.     | SC Reindorf          | 12   |   |   |   | 22:39 | 08:16 |
| 8.     | SV Niederhaßlau      | 11   |   |   |   | 16:25 | 04:18 |
| 9.     | SC Langenbach        | 11   |   |   |   | 10:25 | 03:19 |

|  | Promotie |